# 周大烈 (明朝)
周大烈（1520年—？），字元佐，號兩泉，湖廣武昌府興國州大冶縣人，軍籍，明朝政治人物。

## 生平
嘉靖十九年（1540年）庚子科湖廣鄉試第二十五名舉人。嘉靖四十四年（1565年）中式乙丑科會試第一百二十三名，三甲第四十名進士。禮部觀政，同年六月授銅陵縣知縣，為撫軍海瑞所器重，隆慶二年（1568年）薦擢，六月行取，九月授戶部主事，五年三年改南兵科給事中，改設天策南倉于金陵水次，省陸運者三十里，民便之。萬曆元年（1573年）三月升臨江府知府，五年四月升四川副使，八年正月升甘肅行太僕寺卿，十年七月患病致仕。

## 家族
曾祖周濟，縣丞贈戶部主事；祖父周宗智，金華府知府、進階三品服色；父周南，宜山知縣、累贈知府。前母劉氏；母劉氏。兄周大勳。外甥胡應辰，四川按察司副使。